# SŽ-Tovorni promet
SŽ-Tovorni promet, d. o. o. je slovinský nákladní železniční dopravce. Vznikl vyčleněním z mateřské společnosti Slovenske železnice, která byla dále 100% vlastníkem. Sídlem firmy je Ljubljana. V roce 2018 společnost přepravila 21 milionů tun zboží a jednalo se tak o největšího slovinského železničního dopravce s podílem na trhu 98 %. V témže roce firma zaměstnávala 1200 pracovníků a dosáhla zisku ve výši 8 milionů euro.

## Historie
V roce 2011 zanikla funkce státní společnosti Slovenske železnice jako unitární železnice a jednotlivé činnosti přešly na dceřiné společnosti, provozování nákladní železniční dopravy a navazujících logistických služeb přešlo na firmu SŽ-Tovorni promet, která byla založena 1. září 2011.
Od roku 2016 trvala jednání o vstupu strategického investora do společnosti. Zpočátku byly favoritem rakouské státní dráhy ÖBB, ale nakonec byla jako partner pro částečnou privatizaci společnosti vybrána česká společnost Energetický a průmyslový holding. V listopadu 2020 rozhodla dozorčí rada matky Slovenske železnice o prodeji 49% podílu v SŽ-Tovorni promet uvedené firmě.

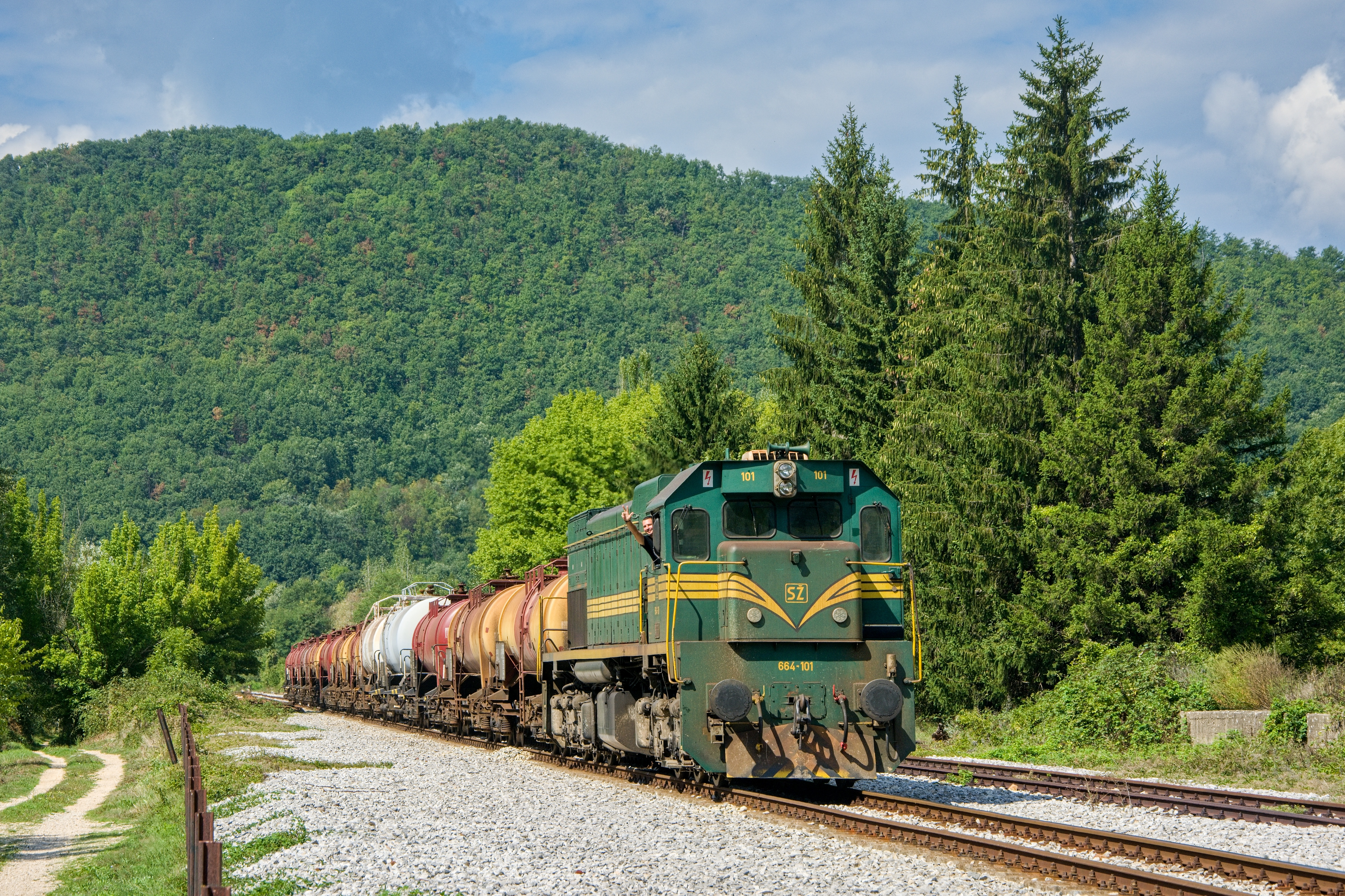
Lokomotiva 664-101 SŽ-Tovorni promet pronajatá v Srbsku

## Lokomotivní park
V roce 2020 koupila firma od české společnosti CZ LOKO čtyři čtyřnápravové motorové posunovací typu EffiShunter 1000 (česká řada 744.1), které jsou určeny pro obsluhu přístavu Koper. Od roku 2021 SŽ-Tovorni promet pronajímal šest motorových lokomotiv řad 664 a 644 srbskému dopravci Srbija kargo.
V březno 2025 si společnost objednala u firmy Alstom celkem třicet lokomotivy typu TRAXX Universal s určřením pro vozbu nákladních vlaků nejen ve Slovinsku, ale také v Německu, Rakousku, Maďarsku, Chorvatsku, Srbsku, Česku a na Slovensku. Lokomotivy mají být dodány postupně během let 2027 a 2028.